# Жимолость чорна
Жимолость чорна (Lonicera nigra) — вид квіткових рослин родини жимолостевих (Caprifoliaceae).

## Біоморфологічна характеристика
Це кущ до 1.5(2) метри заввишки. Листки ланцетні, 3–7 см завдовжки, в 2–3 рази більші за ширину, цілокраї, молоді з розкиданими волосками, пізніше часто голі, знизу світліше зелені, ніж зверху. Квітки попарні. Віночок двогубий, рожевий або білуватий. Квітконіжки в 3–4 рази довші за квітки. Ягоди блакитно-чорні без нальоту. 2n=18.

## Поширення
Європа від Іспанії до України. В Україні вид росте у ялинових та букових лісах, на узліссях, кам'янистих схилах, на берегах гірських струмків — у Карпатах, звичайно; в Прикарпатті, зрідка